# Июань
Июа́нь (кит. упр. 沂源, пиньинь Yíyuán, буквально: «исток реки Ихэ») — уезд городского округа Цзыбо провинции Шаньдун (КНР).

## История
В годы войны с Японией эти места стали зоной активной партизанской деятельности китайских коммунистов, которые создали собственные органы власти. Зоны ответственности этих органов определялись нуждами оперативной обстановки и не совпадали с довоенными административными границами. В 1944 году на стыке уездов Линьцзюй, Ишуй и Мэнъинь был создан уезд Июань.
В 1950 году был создан Специальный район Ишуй (沂水专区), и уезд вошёл в его состав. В 1953 году Специальный район Ишуй был расформирован, и уезд перешёл в состав Специального района Линьи (临沂专区). В 1967 году Специальный район Линьи был переименован в Округ Линьи (临沂地区). В декабре 1989 года уезд Июань был передан в состав городского округа Цзыбо.

## Административное деление
Уезд делится на 2 уличных комитета и 10 посёлков.